# 李必友
李必友（1970年9月—），男，汉族，安徽长丰人，现任中国戏曲学院党委书记。

## 生平
1992年7月参加工作，1999年3月加入中国共产党，安徽师范大学历史系历史学专业研究生毕业。历任安徽省委办公厅综合调研室副调研员，北京市人民政府办公厅副处级秘书，北京市人民政府办公厅正处级秘书。2013年1月任中共北京市委办公厅副局级干部。2015年1月任中共北京市委副秘书长。2021年1月任中国戏曲学院党委书记。